# Khris Middleton
Khris Middleton (n. 12 august 1991, Charleston, Carolina de Sud, SUA) este un baschetbalist american, medaliat olimpic. A participat la o ediție a Jocurilor Olimpice (2020) în care a câștigat o medalie de aur.